# Luchapt
Luchapt – miejscowość i gmina we Francji, w regionie Nowa Akwitania, w departamencie Vienne.
Według danych na rok 1990 gminę zamieszkiwało 317 osób, a gęstość zaludnienia wynosiła 12 osób/km² (wśród 1467 gmin regionu Poitou-Charentes Luchapt plasuje się na 700. miejscu pod względem liczby ludności, natomiast pod względem powierzchni na miejscu 225.).